# Sarah Springman

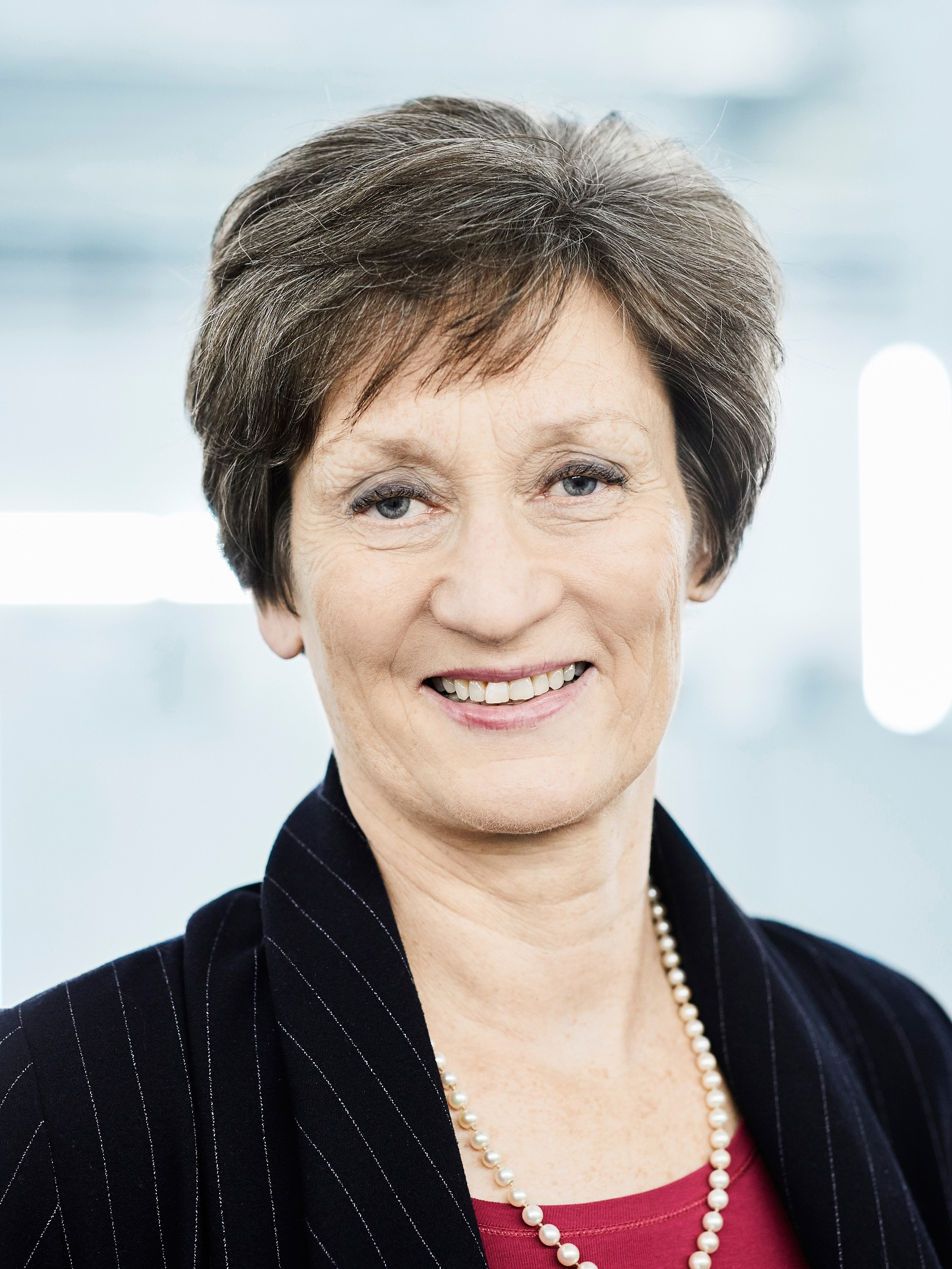
Sarah Springman (2019)

Dame Sarah Marcella Springman DBE (* 26. Dezember 1956 in London) ist eine britisch-schweizerische Ingenieurin, ordentliche Professorin für Geotechnik und Rektorin der ETH Zürich bis Januar 2022. Seit Februar 2022 ist sie Direktorin des St Hilda’s College der Universität Oxford. Die ehemalige Spitzensportlerin gewann im Triathlon und weiteren Sportarten zahlreiche nationale und internationale Titel.

## Werdegang

### Akademische Karriere
Springman studierte an der Universität Cambridge (Girton College) Ingenieurwissenschaften und machte 1978 ihren Bachelor-Abschluss. Sie wechselte dann in die Industrie und arbeitete während fünf Jahren für das Ingenieurbüro Alexander Gibb an verschiedenen geotechnischen Projekten in England, Australien und auf den Fidschi-Inseln (Monasavu Hydroelectric Scheme), wo sie einen Dammbau betreute (85 m hoch, 1,7 Mio. m³ Erdmaterial) und im Sport 1982 Südpazifische Squash-Meisterin wurde. 1984 machte sie nach ihrer Rückkehr nach Cambridge am St. Catharine’s College den Master-Abschluss (MPhil) in Bodenmechanik und promovierte 1989 ebenfalls in Bodenmechanik am Magdalene College in der Cambridge Soil Mechanics Group von Andrew Schofield bei Malcolm Bolton. Während des Studiums war sie Reserveoffizierin in der britischen „Territorial Army“, zuletzt bei den Royal Engineers. 1990 begann sie ihre akademische Laufbahn als Assistant Lecturer und ab 1993 als Lecturer in Cambridge und wurde Fellow am Magdalene College.
2014 wurde sie zum Honorary Fellow ernannt, 2015 zum Honorary Fellow am Girton College sowie am St. Catharine’s College. 2013 erhielt sie die Ehrendoktorwürde der University of Bath und 2016 der Universität Bern.
1997 wurde Springman als ordentliche Professorin für Geotechnik an der ETH Zürich Nachfolgerin von Hans-Jürgen Lang. Sie war die erste Frau als Bauingenieur-Professorin an der ETH. In der Folge veranlasste sie unter anderem die Installation einer Geozentrifuge, wie sie von der Cambridger Schule um Schofield erstmals verwendet wurde. Von 2001 bis 2005 und 2009 bis 2011 leitete sie das Institut für Geotechnik.
In den Jahren 2007 bis 2009 war sie Vorsteherin des Netzwerks für Naturgefahren der ETH Zürich (HazNETH), 2013 und 2014 stellvertretende Vorsteherin des Departements Bau, Umwelt und Geomatik (D-BAUG). Von Januar 2015 bis Januar 2022 war sie zudem Rektorin der Hochschule. Am 3. Juni 2022 hielt sie an der ETH Zürich die Abschiedsvorlesung. Seit Februar 2022 ist sie Direktorin des St Hilda’s College der Universität Oxford.
Ihr Forschungsinteresse gilt der Interaktion zwischen Boden und Bauwerken sowie den geotechnischen Aspekten von Naturgefahren, insbesondere bei Rutschungen und schmelzendem Permafrost. Springman hat viele multidisziplinäre Feldversuche initiiert und geleitet, unter anderem Bohr- und Überwachungskampagnen auf dem Blockgletscher in Muragl und Murtèl-Corvatsch im Engadin und auf dem Furggwanghorn sowie Rutschexperimente oberhalb von Saas Balen und Meretschibach Bochtür im Wallis, in Tössegg und das bekannteste in Rüdlingen (beide Kanton Schaffhausen), wo eine von künstlichem Niederschlag ausgelöste Rutschung von 130 m³ gemessen und gefilmt wurde.
Sarah Springman wirkte in verschiedenen nationalen und internationalen Forschungsgremien mit, so etwa von 2000 bis 2007 im Schweizerischen Wissenschafts- und Technologierat, dem heutigen Wissenschafts- und Innovationsrat (SWIR). Von 2005 bis 2010 war sie Vorsitzende des Technischen Komitees in „Physical Modelling in Geotechnics“ der International Society for Soil Mechanics and Geotechnical Engineering (ISSMGE) und 2010 Gastgeberin der alle vier Jahre stattfindenden International Conference on Physical Modelling in Geotechnics (ICPMG) in Zürich am Institut für Geotechnik. Aktuell ist sie namentlich Mitglied der Schweizerischen Akademie der Technischen Wissenschaften (SATW), der Royal Academy of Engineering (RAEng) (seit 2009) und der Women’s Engineering Society (WES). Frauenförderung war und ist ihr ein Anliegen. 2017 hielt sie die Vienna Terzaghi Lecture (Is soil friction fiction? - Is cohesion optional? - A review). Für das Jahr 2025 wurde Springman ausgewählt, die gleichnamige Terzaghi Lecture der ASCE zu halten.

### Triathlon
Springman amtierte von 2007 bis 2012 als Präsidentin der British Triathlon Federation. In den Jahren 1984 bis 1993 war sie selbst auf höchstem Niveau aktiv als Triathletin. Sie gewann nicht nur 20 europäische ETU-Medaillen (im Einzel und in Mannschaftswertungen), sondern nahm auch fünfmal am Ironman-Wettbewerb in Hawaii teil (Triathlon-Weltmeisterschaft auf der Langdistanz) und wurde 1985 sowie 1987 Fünfte. 1985 und 1986 wurde sie in den beiden ersten Jahren der Austragung auf der Triathlon-Langdistanz Europameisterin, 1988 Europameisterin auf der olympischen Distanz (1,5 km Schwimmen, 40 km Radfahren und 10 km Laufen).
ITU-Präsident Les McDonald initiierte 1990 die ITU Frauen-Kommission mit Springman als „Co-Chair“. Von 1992 bis 1996 war sie zudem Vizepräsidentin der International Triathlon Union (ITU) und danach Ehrenmitglied. 2008 wurde sie erneut als Vizepräsidentin gewählt und 2012 als Erste Vizepräsidentin (1st Vice President) wiedergewählt. In beiden Phasen war Springman maßgeblich daran beteiligt, Triathlon einen Platz in modernen Multisport-Spielen zu verschaffen. So trug sie wesentlich dazu bei, dass Triathlon olympischen Programmstatus erreichte und in die Commonwealth Spiele aufgenommen wurde. Als ITU-Vizepräsidentin spielte sie auch eine führende Rolle dabei, dass 2010 das Internationale Paralympische Komitee (IPC) den Paratriathlon ins Programm der Paralympischen Spiele in Rio de Janeiro (Austragung 2016) aufnahm. Sie war aktiv bei der Förderung der Triathlon Mixed Relay (Frauen und Männer gemeinsam im Team) als mögliche Sportart in den Commonwealth Spielen; diese wurde dann auch an den Spielen in Glasgow 2014 erstmals erfolgreich ausgetragen.
Von 1993 bis 1996 war sie Mitglied des Sports Council of Great Britain (GB). Bei der Nachfolgeorganisation UK Sport war sie Mitglied bis 2001 sowie erneut ab 2014, beim britischen Nationalen Olympischen Komitee in den Jahren 2008 bis 2012.
Auch als Altersklassen-Athletin ist Sarah Springman im Triathlon und anderen Ausdauersportarten noch aktiv, u. a. 2010 bei der Wintertriathlon-Europameisterschaft in Oslo und 2011 in Ostersund, in verschiedenen Langlaufrennen im Engadin und beim ETH Zürich Professorinnen-Ruderachter.

#### Sportliche Erfolge
| Datum/Jahr    | Rang | Wettbewerb                                           | Austragungsort         | Zeit     | Bemerkung                                                                                      |
| ------------- | ---- | ---------------------------------------------------- | ---------------------- | -------- | ---------------------------------------------------------------------------------------------- |
| 10. Sep. 2009 | 10   | ITU Triathlon World Championship Series              | Gold Coast             | 01:21:13 | ITU World Championship – Grand Final; Altersgruppe 50-54, Sprint                               |
| 15. Aug. 1992 | 13   | ITU Triathlon World Cup                              | Embrun                 | 02:57:36 | auf der Kurzdistanz beim Embrunman                                                             |
| 1992          | 1    | GBR Triathlon National Championships                 | Vereinigtes Konigreich |          |                                                                                                |
| 1991          | 17   | ETU Triathlon European Championships                 | Genf                   | 02:14:54 |                                                                                                |
| 1990          | 10   | ETU Triathlon European Championships                 | Linz                   | 02:12:33 |                                                                                                |
| 1989          | 3    | ETU Triathlon European Championships                 | Cascais                | 02:22:36 |                                                                                                |
| 1988          | 1    | ETU Triathlon European Championships                 | Venedig                |          | Triathlon-Europameisterin auf der Kurzdistanz                                                  |
| 1987          | 2    | ETU Middle Distance Triathlon European Championships | Roth                   |          | Vizeeuropameisterin auf der Mitteldistanz                                                      |
| 1987          | 2    | ETU Triathlon European Championships                 | Marseille              |          | Vizeeuropameisterin auf der Kurzdistanz                                                        |
| 1986          | 2    | ETU Triathlon European Championships                 | Milton Keynes          |          | Vizeeuropameisterin auf der Kurzdistanz                                                        |
| 1985          | 2    | ETU Middle Distance Triathlon European Championships | Åbenrå                 |          | Vizeeuropameisterin auf der Mitteldistanz (2,5 km Schwimmen, 80 km Radfahren und 20 km Laufen) |

| Datum/Jahr | Rang | Wettbewerb                                         | Austragungsort | Zeit     | Bemerkung |
| ---------- | ---- | -------------------------------------------------- | -------------- | -------- | --- |
| 1989       | 3    | ETU Long Distance Triathlon European Championships | Rødekro        |          | Dritte bei der Triathlon-Europameisterschaft                                                                 |
| 1988       | 7    | Ironman Hawaii                                     | Hawaii         | 10:02:02 | |
| 1987       | 5    | Ironman Hawaii                                     | Hawaii         | 10:08:25 | |
| 1987       | 2    | ETU Long Distance Triathlon European Championships | Joroinen       |          | |
| 1986       | 1    | ETU Long Distance Triathlon European Championships | Säter          |          | Triathlon-Europameisterin auf der Langdistanz                                                                |
| 1985       | 5    | Ironman Hawaii                                     | Hawaii         | 10:47:35 | Triathlon-Weltmeisterschaft auf der Langdistanz (3,86 km Schwimmen, 180,2 km Radfahren und 42,195 km Laufen) |
| 1985       | 1    | ETU Long Distance Triathlon European Championships | Almere         |          | Triathlon-Europameisterin auf der Langdistanz                                                                |

| Datum/Jahr | Rang | Wettbewerb                          | Austragungsort         | Zeit | Bemerkung |
| ---------- | ---- | ----------------------------------- | ---------------------- | ---- | --------- |
| 1992       | 3    | GBR Duathlon National Championships | Vereinigtes Konigreich |      |           |

| Datum/Jahr    | Rang | Wettbewerb                                       | Austragungsort | Zeit     | Bemerkung                                    |
| ------------- | ---- | ------------------------------------------------ | -------------- | -------- | -------------------------------------------- |
| 19. März 2011 | 2    | ETU Winter Triathlon European Championship 55-59 | Östersund      | 01:29:15 | Vizeeuropameisterin Winter-Triathlon AG55-59 |
| 19. März 2010 | 2    | ETU Winter Triathlon European Championship 50-54 | Lygna          | 01:17:02 | Vizeeuropameisterin Winter-Triathlon AG50-54 |

### Sonstiges
2013 und 2014 war sie – bis zu ihrem Amtsantritt als Rektorin der ETH Zürich – Mitglied des Verwaltungsrats der Schweizer Baufirma Implenia.
Sarah Marcella Springman war von 2015 bis 2020 Mitglied des Stiftungsrats der Schweizerischen Studienstiftung.

## Auszeichnungen
Springman wurde 1997 als Officer des Order of the British Empire (OBE) ausgezeichnet und 2012 zum Commander des Order of the British Empire (CBE) erhoben, für ihre Verdienste im Sport, insbesondere im Triathlon. Anfang 2022 wurde sie als Dame Commander des Order of the British Empire (DBE) geadelt, für ihre Dienste auf den Gebieten der Ingenieurwissenschaften und der internationalen Sportsadministration. Im Anschluss daran wurde durch die Schweizer Bundesverwaltung eine Abklärung durchgeführt, ob die Verleihung eines Adelstitels wegen des geltenden Ordensverbots für Bundesangestellte rechtens sei. Nach Abschluss ihres Arbeitsverhältnisses an der ETH per Ende Januar 2022 sei die Verleihung per Anfang Februar in Ordnung.

## Schriften
Auswahl Veröffentlichungen:
- Herausgeberin Constitutive and Centrifuge Modelling: Two Extremes, Swets & Zeitlinger, Lisse 2002, ISBN 90-5809-361-1.
- Herausgeberin mit Phillips, Arenson Permafrost (Proc. 8th International Conference on Permafrost), Swets und Zeitlinger, Lisse 2003, ISBN 90-5809-582-7.
- Herausgeberin mit Laue, Seward Physical Modelling in Geotechnics (Proc. 7th Int. Conference, ICPMG, Zürich), CRC Press, 2010, ISBN 978-0-415-59288-8.
- P. W. Mayne, M. R. Coop, Sarah Springman, A. B. Huang, J. Zornman: State of the Art Paper: GeoMaterial Behavior and Testing. In: Proc. 17. ICSMGE. Band 4, 2009, Mill Press/IOS Press, Rotterdam, S. 2777–2872

Journal Papers (Auswahl) mit Schwerpunkt:
Soil Structure Interaction
- C.W.W. Ng, S.M. Springman, A.R.M. Norrish: Centrifuge modelling of Spread-base Integral Bridge Abutments subjected to Cyclic Deformation.  In: ASCE JGE. Band 124, 1998, S. 376–388.
- M.F. Bransby, S.M. Springman: Selection of load-transfer functions for passive lateral loading of pile groups. In: Computers and Geotechnics. Band 24, Nr. 3, 1999, S. 155–184.
- E.A. Ellis, S.M. Springman: Full-height piled bridge abutments constructed on soft clay. In: Géotechnique. Band 51, Nr. 1, 2001, S. 3–14.
- M. Berli, B. Kulli, W. Attinger, M. Keller, J. Leuenberger, H. Flühler, S.M. Springman, R. Schulin: Compaction of agricultural and forest subsoils by tracked heavy construction machinery. In: Soil and Tillage Research. Band 75, Elsevier B.V, 2004, S. 37–52.
- R. Hufenus, R. Rüegger, K. Weingart, R. Banjac, P. Mayor, S.M. Springman, R. Brönnimann, G. Feltrin: Full-scale field tests on geosynthetic reinforced unpaved roads on soft subgrade. In: Geotextiles & Geomembranes. Band 24, Nr. 1, 2006, S. 21–37. Best Paper published in Geotextiles & Geomembranes in 2006.
- T.M. Weber, M. Plötze, J. Laue, G. Peschke, S.M. Springman: Smear zone identification and soil properties around stone columns constructed in-flight in centrifuge model tests. In: Géotechnique. Band 60, Nr. 8, 2010, S. 197–206.
- J. Najser, E. Pooley, S.M. Springman, J. Laue, J. Boháč: Mechanisms controlling the behaviour of double-porosity clay fills; in situ and centrifuge study. In: Quarterly Journal of Engineering Geology and Hydrogeology QJIGH. Band 43, Nr. 2, 2010, S. 207–220.
- M.K. Kelesoglu, S.M. Springman: Analytical and 3D numerical modelling of full-height bridge abutments constructed on pile foundations through soft soils. In: Computers and Geotechnics. Band 38, Nr. 8, 2011, S. 934–948.
- R.T. Klinkvort, O. Hededal, S.M. Springman: Scaling issues in centrifuge modelling of monopiles. In: International Journal of Physical Modelling in Geotechnics. Band 13, Nr. 2, 2013, S. 38–49. Awarded the Telford Premium prize for the best paper published in 2013.

Soil Mechanics
- S.M. Springman, J. Giudici-Trausch, M. Heil, R. Heim: Strength of a soft Swiss lacustrine clay: cone penetration and triaxial data. In: Transportation Research Record. Band 1675, Transportation Research Board, 1999, S. 1–9.
- C.C. Hird, S.M. Springman: Comparative performance of 5 cm² and 10 cm² piezocones in a lacustrine clay. In: Géotechnique. Band 56, Nr. 6, 2006, S. 427–438.
- B. Imre, S. Räbsamen, S.M. Springman: A Coefficient of Restitution of Rock Materials. In: Computers & Geosciences. Band 34, 2008, S. 339–350. doi:10.1016/j.cageo.2007.04.004.

Centrifuge
- S. Springman, J. Laue, R. Boyle, J. White, A. Zweidler: The ETH Zurich Geotechnical Drum Centrifuge. In: Int. Journal of Physical Modelling in Geotechnics. Band 1, Nr. 1, 2001, S. 59–70.
- J. Garnier, C. Gaudin, S.M. Springman, P.J. Culligan, D. Goodings, D. Konig, B. Kutter, R. Phillips, M.F. Randolph, L. Thorel: Catalogue of Scaling Laws and Similitude Questions in Geotechnical Centrifuge Modelling. In: International Journal of Physical Modelling in Geotechnics. Band 7, Nr. 3, 2007, S. 01–23.

Permafrost
- L. Arenson, M. Hoelzle, S.M. Springman: Borehole deformation measurements and internal structure of some rock glaciers in Switzerland. In: Permafrost and Periglacial Processes. Band 13, Nr. 2, 2002, S. 117–135.
- C. Harris, L. Arenson, H.H. Christiansen, B. Etzelmüller, R. Frauenfelder, S. Gruber, W. Haeberli, C. Hauck, M. Hölzle, O. Humlum, K. Isaksen, A. Kääb, M.A. Kern-Lütschg, M. Lehning, N. Matsuoka, J.B. Murton, J. Nötzli, M. Phillips, N. Ross, M. Seppälä, S.M. Springman, D. Vonder Mühll: Permafrost and climate in Europe: monitoring and modelling thermal, geomorphological and geotechnical responses. In: Earth Science Reviews. Band 92, Nr. 3–4, 2009, S. 117–171.
- S.M. Springman, L.U. Arenson, Y. Yamamoto, H. Maurer, A. Kos, T. Buchli1, G. Derungs: Multidisciplinary investigations on three rock glaciers in the Swiss Alps: legacies and future perspectives. In: Geographiska Annaler: Series A, Physical Geography. Swedish Society for Anthropology and Geography, 2012, S. 215–243.
- Y. Yamamoto, S.M. Springman: Axial compression stress path tests on artificial frozen soil samples in a triaxial device at temperatures just below 0° C. In: Canadian Geotechnical Journal. Band 51, Nr. 10, 2014, S. 1178–1195.

Natural Hazards
- S.M. Springman, C. Jommi, P. Teysseire: Instabilities on moraine slopes induced by loss of suction: a case history. In: Géotechnique. Band 53, Nr. 1, 2003, S. 3–10.
- S. Friedel, A. Thielen, S.M. Springman: Investigation of a slope endangered by rainfall-induced landslides using 3D resistivity tomography and geotechnical testing. In: Journal of Applied Geophysics. Band 60, Nr. 2, 2006, S. 100–114.
- B. Imre, J. Laue, S.M. Springman: Fractal fragmentation of rocks within sturzstroms: insight derived from physical experiments within the ETH Geotechnical Drum Centrifuge. In: Granular Matter. Band 12, Nr. 3, 2010, S. 267–285.
- E.T. Bowman, B. Imre, J. Laue, S.M. Springman: Experimental modelling of debris flow behaviour using a geotechnical centrifuge. In: Canadian Geotechnical Journal. Band 47, Nr. 7, 2010, S. 742–762.
- S.M. Springman, A. Askarinejad, F. Casini, S. Friedel, P. Kienzler, P. Teysseire, A. Thielen: Lessons learnt from field tests in some potentially unstable slopes in Switzerland. In: Acta Slovenica Geotechnica. Band 1, 2012, ISSN 1854-0171, S. 5–29.
- S.M. Springman, A. Thielen, P. Kienzler, S. Friedel: A long-term field study for the investigation of rainfall-induced landslides. In: Géotechnique. Band 63, 2013, S. 1177–1193. Awarded the British Geotechnical Association Medal for the best paper published in 2013.
- M. Stähli, M. Sättele, Ch. Huggel, B.W. McArdell, P. Lehmann, A. Van Herwijnen, A. Berne, M. Schleiss, A. Ferrari, A. Kos, D. Or, S.M. Springman: Monitoring and prediction in early warning systems for rapid mass movements. In: Natural Hazards and Earth System Sciences. (Open Access), Special Issue, Landslide Prediction & Forecasting, eds. F. Catani, F. Guzzetti, Band 15, 2015, S. 905–917.